# Michael Melka
Michael Melka (Castrop-Rauxel, 9 juli 1978) is een Duitse voormalig voetballer die als doelman speelde. 
Melka begon zijn carrière in de jeugd van Borussia Dortmund en speelde daarna in de jeugdopleiding van FC Remscheid, Hammer SpVg en Hasper SV. Daarna speelde hij in het tweede elftal van Borussia Mönchengladbach, waar hij uiteindelijk ook zijn debuut maakte in het eerste elftal. Vervolgens vertrok hij in 2007 naar Fortuna Düsseldorf. Na het seizoen 2010/11 zijn speler en club in goed overleg uit elkaar gegaan. Daarop tekende Melka bij Rot-Weiß Oberhausen. In het seizoen 2012/13 kwam hij uit voor Alemannia Aachen en hij stopte in januari 2013.